# Verbascum decorum
Verbascum decorum är en flenörtsväxtart som beskrevs av Josef Velenovský. Verbascum decorum ingår i släktet kungsljus, och familjen flenörtsväxter. Inga underarter finns listade i Catalogue of Life.